# Plaza de Toros de Acho

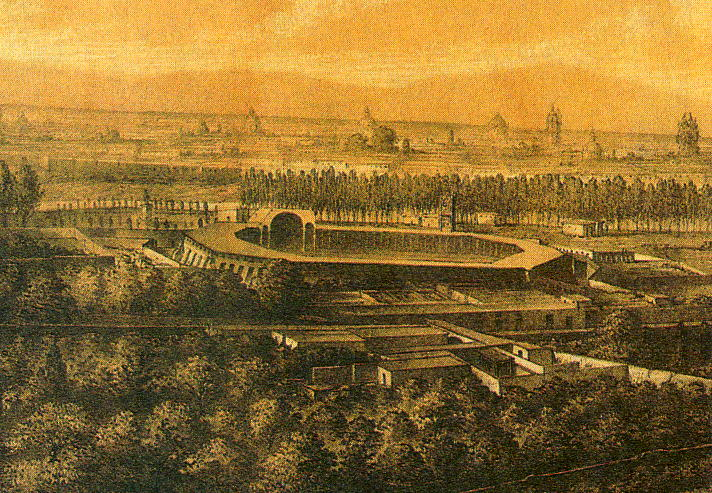
Plaza de Toros de Acho (1867)

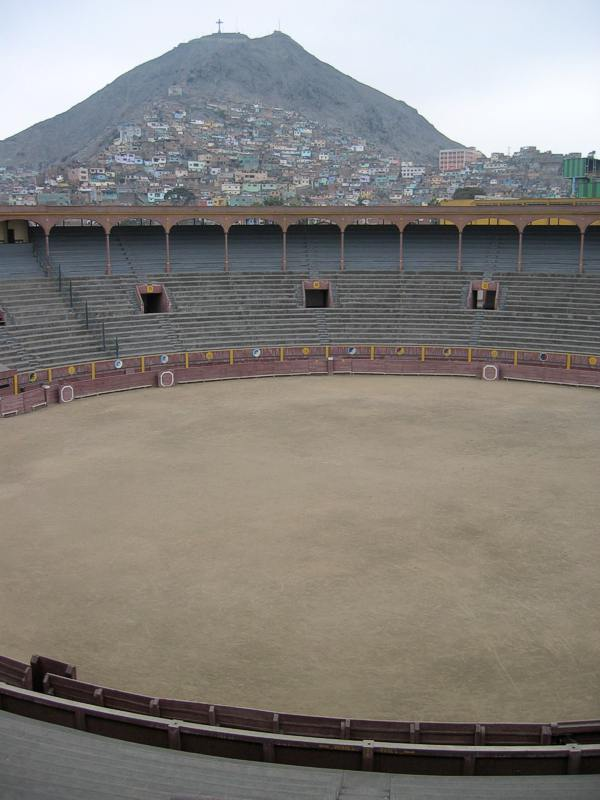
Plaza de Toros de Acho (2003)

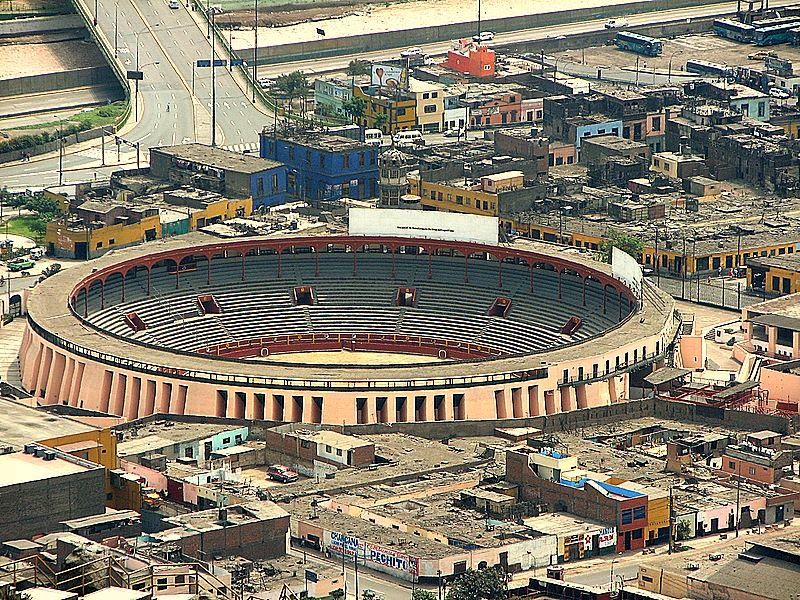
Plaza de Toros de Acho (2007)

Die Plaza de Toros de Acho ist die größte Stierkampfarena der peruanischen Hauptstadt Lima und gleichzeitig die älteste des Landes und des gesamten amerikanischen Kontinents. Sie befindet sich im historischen Distrikt Rímac nördlich des heutigen Stadtzentrums. Zusammen mit anderen Bauten im historischen Zentrum von Lima gehört die Arena seit 1991 zum UNESCO-Weltkulturerbe.

## Geschichte
Wie im Mutterland Spanien selbst, fanden Stierkämpfe (corridas) auch im spanischen Kolonialreich zunächst in provisorischen Holzarenen statt, die nach den jeweiligen Veranstaltungen wieder abgebaut wurden. Im Jahr 1765 beantragte Agustín de Landaburu y Ribera, der damalige Bürgermeister (alcalde) von Lima, beim Vizekönig (virrey) Manuel d’Amat i de Junyent (reg. 1761–1776) die Erlaubnis zum Bau einer dauerhaften Kampfstätte (plaza fija para las corridas de toros). Nach achtmonatiger Bauzeit wurde die Arena am 30. Januar 1766 eingeweiht; sogar der Name des ersten Stiers (Albañil Blanco) ist bekannt. Mit Unterbrechungen in den Jahren des Unabhängigkeitskampfes (1821–1826) fanden alljährlich mehrere Veranstaltungen statt. In den Jahren 1944/45 wurden Restaurierungs- und Umbaumaßnahmen durchgeführt, bei denen die Anlage durch die Verkleinerung der eigentlichen Kampffläche von ehemals 7000 auf annähernd 13.500 Plätze vergrößert wurde.

## Architektur
Der leicht abgeschrägten Außenmauern der Arena bestehen noch heute aus Holzbalken und Adobe-Ziegeln; diese Konstruktion hat bis heute zahlreichen Erdbeben standgehalten. Ursprünglich war die äußere überdachte Balkonreihe gegenüber der heutigen deutlich tiefer und dominanter; die inneren Zuschauertribünen waren dafür etwas kleiner. Die Kampffläche hat einen Durchmesser von ca. 60 m (früher 90 m); der Außendurchmesser des gesamten Bauwerks beträgt annähernd 120 m. Die Zuschauerränge sind wie üblich in „Sol“, „Sombra“ und „Sol y Sombra“ eingeteilt und entsprechend preislich abgestuft.

## Museo Taurino
Am 18. Oktober 1962 wurde in einem Raum der Arena ein Stierkampfmuseum (Museo Taurino) eröffnet, welches zahlreiche Objekte (Waffen, Kleidung, Fotos, Plakate etc.) zur Geschichte des peruanischen Stierkampfs präsentiert.